# 디지털 네이티브
디지털 네이티브(영어: digital native)는 디지털 원어민으로서 개인용 컴퓨터, 휴대전화, 인터넷, MP3와 같은 디지털 환경을 태어나면서부터 생활처럼 사용하는 세대를 말한다.

## 어원
디지털 네이티브는 미국의 교육학자인 마크 프렌스키(Marc Prensky)가 2001년 그의 논문 Digital Native, Digital Immigrants를 통해 처음 사용한 용어로 1980년대 개인용 컴퓨터의 대중화, 1990년대 휴대전화와 인터넷의 확산에 따른 디지털 혁명기 한복판에서 성장기를 보낸 30세 미만의 세대를 지칭한다.

## 개념
이들에게는 인스턴트 메신저 세대, 디지털 키드, 키보드 세대, 밀레니얼 등 다양한 별명이 있지만, 디지털 언어와 장비를 마치 특정 언어의 원어민처럼 자유자재로 구사한다는 측면에서 디지털 네이티브라는 말이 가장 적합하다.
디지털 네이티브와 유사한 개념으로는 미국의 톱 블로거인 Josh Spear가 제시한 디지털로 태어난 세대(Born Digital)와 최근 엔제너라 인사이트(nGenera Insight)의 회장인 Don Tapscott이 《디지털 네이티브》라는 책에서 제시한 넷 세대(Net Generation)가 있고, 이와 대비되는 개념으로는 후천적으로 디지털 기술에 적응해 간 30대 이상의 기성세대를 일컫는 디지털 이민자(Digital Immigrants)가 있다.
디지털 이민자들은 디지털 언어를 구사함에 있어 마치 외국어를 구사할 때 모국어의 억양(Accent)이 남아있는 것처럼 디지털 시대 이전의 흔적이 남아있는 특성이 있다. 실제로 디지털 네이티브와 디지털 이주민은 디지털 언어의 습득 및 활용에서 많은 차이를 보인다.
미 스탠포드 대학에서 나온 자료에 의하면, 디지털 네이티브에 해당하는 현재 미국의 대졸자들은 살아오면서 50만개 이상의 광고를 시청했는데, 20만개 이상의 이메일과 인스턴트 메시지를 주고 받아왔다고 한다. 또한 그들은 TV시청에 2만 시간 이상, 휴대폰 사용에 1만 시간 이상, 비디오 게임을 즐기는 데 1만 시간 이상을 보내며 성장했다. 한마디로 이들의 성장환경은 기성세대와 완전히 다른 것이다. 이러한 성장환경의 차이는 디지털 네이티브의 두뇌구조를 기존의 사람들과 다르게 만들었다. 실례로 2007년 10월 미국 캘리포니아대 신경과학자 게리 스몰의 저서인 ‘디지털 시대의 뇌(Brain)'에 의하면 의사 결정과 복잡한 정보 통합에 간여하는 DLPFC(DorsoLateral PreFrontal Cortex)라는 뇌의 부위가 활성화된 정도가 크게 발달되어있다.

### 행동양식
디지털 네이티브는 성장 과정에 의해 멀티태스킹(Multitasking)과 병렬처리(Parallel Processing)과 같이 엄청난 양의 정보 속에서도 다양한 일은 동시에 처리할 수가 있다. 또한 휴대전화, 문자 메시지와 인스턴트 메신저 등을 통해 언제나 자신이 원하는 때에 상대방과 의사소통을 주고 받아왔기 때문에 신속한 반응을 추구하여 즉각적인 피드백에도 능숙함을 보인다. 또 Web 2.0기술의 대두로 발달한 소셜 네트워킹 서비스(Social-Networking Service)의 필두에 자리한 블로그(Blog), 트위터(Twitter) 등과 같은 가상의 자기 공간에서도 적극적으로 자신을 드러내고 의견을 주고받는 것에 주저하지 않는 청중(Audience)이기보다는 주연 배우(Actor)가 되길 원하는 것과 같이 적극적으로 자신을 드러내고 싶어 한다. 마지막으로 그들은 ‘놀 때 놀고, 일할 때 열심히 일하자’는 놀이와 일의 이분법적 구분을 넘어서서 일상 자체를 놀이나 게임처럼 인식하여 지루하고 따분한 일 보다는 도전적이고 재미있을 때 훨씬 더 적극적으로 몰입하는 특성을 보인다.

### 글로벌 라이프스타일
기존의 디지털 이민자 계층이 사회적 다수로 사회 전반에 포진한 가운데 디지털 네이티브가 사회로 점차 진출해 가면서 많은 변화와 활기를 던져 주고 있다. 예를 들어, 오픈 마켓(Open Market)의 성장이나 소셜 네트워킹 서비스는 이들에 의해 폭발적으로 성장한 분야이다. 또한 앱스토어(AppStore), 블로거(Blogger), Web 2.0과 같은 개방적 글로벌 라이프스타일은 그들, 즉 디지털 주도 세력이 이끌어가는 세상의 단면이다.

### 스마트폰 세대
2007년, 아이폰 출시 이후 현대 양식의 스마트폰이 처음 등장하였고 스마트폰이 대중화된 2010년대 이후에는 스마트폰 세대라는 신조어도 생겨났다. 스마트폰의 대중화와 함께 기존의 세분화된 전자시장은 소멸하였고, 2000년대까지 인류의 실생활에 남아있던 아날로그 매체도 사라졌다. 따라서 기존의 디지털 시장과 아날로그 매체와 완전히 단절된 스마트폰을 유년기부터 사용한 세대를 스마트폰 세대라고 일컫는다.
디지털 네이티브와 스마트폰 세대는 같은 디지털 세대이지만 차이가 있다. 디지털 네이티브는 스마트폰 이전에 존재하던 디지털 전자시장을 처음 접했으며 아날로그 매체에 대한 기억이 남아있지만, 스마트폰 세대는 기존 디지털 시장, 아날로그 매체의 경험과는 완전히 단절된 세대이다.

## 같이 보기
- 정보화 시대
- 정보화 사회

## 참고 문헌
1. 디지털 네이티브: 역사상 가장 똑똑한 세대가 움직이는 새로운 세상, 비즈니스북스, (Don Tapscott), 이진원 역. 2009.
2. 디지털 시대의 신인류 디지털 네이티브. 출처 : LG경제연구원, 2004년 8월 27일자.
3. 디지털 세대의 성장. 출처 : 반치호, 정보통신산업진흥원 주간기술동향, 1412호, 2009년 9월 2일자.[깨진 링크(과거 내용 찾기)]
4. 디지털 네이티브가 몰려온다. 출처 : 전자신문, 2008년 7월 14일자.
5. 뇌가 바뀌고 있다. 출처 : 조선일보, 2008년 11월 8일자.
6. 당신 아이도 인터넷 중독? 출처 : 조선일보, 2009년 10월 1일자.
7. 디지털 네이티브와 오바마 리더십 살펴보니. 출처 : 김홍선의 IT와 세상